# تشارلز يونغ (سياسي)
تشارلز يونغ (بالإنجليزية: Charles Edward Baring Young)‏ هو سياسي بريطاني (وحمل سابقاً جنسية المملكة المتحدة لبريطانيا العظمى وأيرلندا)، ولد في 19 مارس 1850، وتوفي في 22 سبتمبر 1928. حزبياً، نشط في حزب المحافظين. في الانتخابات العمومية البريطانية 1885 ‏، انتخب عضو برلمان المملكة المتحدة الـ23 عن دائرة Christchurch ‏ (24 نوفمبر 1885 – 26 يونيو 1886) وفي الانتخابات العمومية البريطانية 1886 ‏، انتخب عضو برلمان المملكة المتحدة الـ24 عن دائرة Christchurch ‏ (1 يوليو 1886 – 28 يونيو 1892).